# Dinastia arsácida da Ibéria
A dinastia arsácida (em georgiano:  არშაკიანი, Aršakiani, ou არშაკუნიანი, Aršakuniani), uma ramificação da dinastia epônima parta, governou o antigo Reino da Ibéria de cerca de 189 a 284, quando foram sucedidos pela dinastia cosroida.

## História

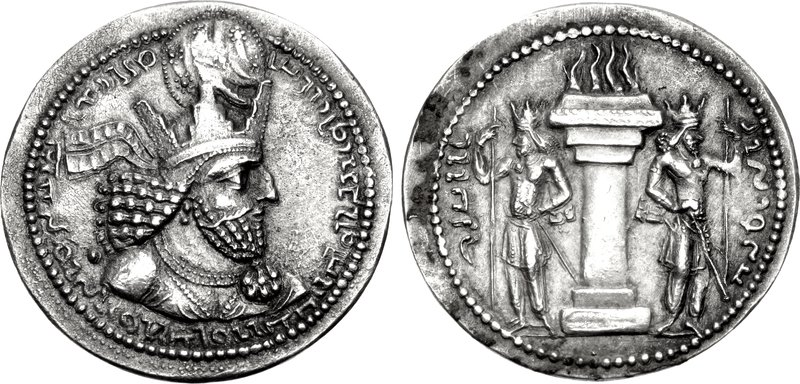
Dracma de cunhado ca. 240-244

Uma vez que os arsácidas, personificados por Vologases II (r. 180–191), haviam consolidado seu domínio sobre o trono armênio, por volta de 180, eles se sentiram confortáveis para interferir com a Ibéria. De acordo com as crônicas medievais georgianas, o rei da Armênia, que o historiador armeno-georgiano Cyril Toumanoff identificou com Vologases II, ajudou os nobres rebeldes da Ibéria a depor seu cunhado, Amazaspo II, o último dos farnabázidas, e substituiu Amazaspo por seu filho, Reve I, cujo reinado (r. 189–216) deu início à dinastia arsácida na Ibéria.
Ao mesmo tempo em que os arsácidas assumiram os tronos dos reis reinos caucasianos - Armênia, Ibéria e Albânia - a dinastia foi afastada, em 226, do poder em seu território de origem, dando lugar a uma dinastia mais poderosa e dinâmica, os sassânidas, que surgiram como novos mestres da Pérsia. Embora as crônicas georgianas posteriores documentem esta mudança de poder, o seu relato sobre o período está repleto de anacronismos e alusões semilendárias, e fornece poucos detalhes sobre os efeitos da ressurgência iraniana sobre a Ibéria arsácida. O pouco que se sabe do período vem das fontes clássicas, bem como das inscrições sassânidas.
Ao substituir o fraco reino parta por um Estado forte e centralizado, os sassânidas mudaram a orientação política da Ibéria pró-romana, e reduziu-a a um Estado tributário. Sapor I (r. 240–270) colocou um vassalo seu, Amazaspo III (r. 260–265) - possivelmente um rival (antirrei) de Mitridates II - no trono. Em 284, com a morte de Aspacures I, a linhagem arsácida ibérica foi interrompida, e os sassânidas aproveitaram-se de uma guerra civil no Império Romano para fortalecer seu candidato ao trono, Meribanes III, da dinastia cosroida.
| Nome          | Reinado |
| ------------- | ------- |
| Reve I        | 189–216 |
| Vache         | 216–234 |
| Bacúrio I     | 234–249 |
| Mitridates II | 249–265 |
| Amazaspo III  | 260–265 |
| Aspacures I   | 265–284 |